# 別洛焦爾斯克
60°02′N 37°47′E / 60.033°N 37.783°E
別洛焦爾斯克（羅馬化：Belozersk）是俄羅斯沃洛格達州西部城市，位於别洛耶湖南岸，距沃洛格達214公里。2002年人口10,975人。
862年首見於文獻，是俄羅斯最古老的五個城市之一。1719年設市，1777年前稱為别洛奥泽罗（羅馬化：Beloozero）。